# 오승준
오승준(1979년 2월 27일 ~ )은 대한민국의 뮤지컬 배우이다.

## 학력
- 우석대학교

## 수상
- 1998년 제14회 전북연극제 남자신인상

## 뮤지컬
- 2016년 ~ 2017년 레미제라블 - 주교 & 떼나르디에 역
- 2014년 온조 - 항조 역
- 2013년 웨딩싱어 - 글렌 역
- 2013년 미드나잇 블루 - 도재형 역
- 2012년 젊은 베르테르의 슬픔 - 카인즈 역
- 2012년 헤어스프레이 - 싸위드 역
- 2012년 미스사이공 - 엔지니어 역
- 2011년 2011 대구국제뮤지컬페스티벌 투란도트 - 핑 역
- 2010년 2010 미스사이공 - 엔지니어 역
- 2009년 ~ 2010년 건메탈 블루스 - 버디 루피 등 역
- 2009년 사춘기
- 2008년 돌아온 고교얄개 - 19세 나두수 역
- 2008년 시카고 - 광주
- 2007년 ~ 2008년 헤어스프레이 - 싸위드 역
- 2006년 듀엣
- 2006년 맘마미아

## 가족 관계
- 배우자 : 최인경 (1978년 10월 31일 ~ )
  - 장녀 : 오은채 (2008년 ~ )
  - 장남 : 오은찬 (2009년 ~ )